# Castell d'Oliana
El Castell d'Oliana és un castell del municipi d'Oliana, a l'Alt Urgell, declarat bé cultural d'interès nacional.

## Història
El castell està documentat els anys 919-920 amb el nom Castro Uliana, sota el domini dels comtes d'Urgell. L'església va ser consagrada entre els anys 1037 i 1040 pel bisbe Eribau d'Urgell. En el fogatge de 1365-1370 consta que el castell pertanyia al vescomtat de Cardona. El 1381 apareix dins la vegueria de la Cerdanya com a possessió del comte d'Urgell. L'any 1414 el rei Ferran d'Antequera va donar el castell a Antoni Cardona i Luna, senyor de Maldà i Maldanell, després de l'empresonament de Jaume d'Urgell el Dissortat. Des del 1453 fins al segle xix va ser senyoria del capítol de la catedral d'Urgell.
El poble del castell va ser abandonat abans del segle xvi traslladant-se els habitants a l'actual població d'Oliana.

## Sant Andreu del Castell

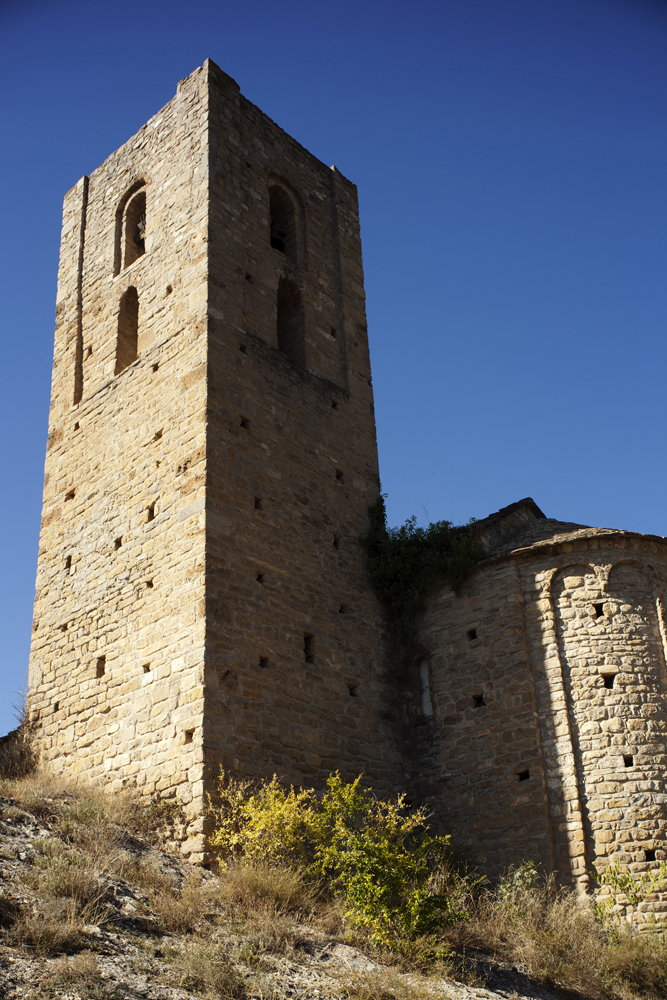
Absis i campanar de Sant Andreu

L'antiga capella del castell va ser consagrada com a església parroquial entre els anys 1037 i 1040. És romànica amb una sola nau coberta amb volta de canó. L'absis és semicircular decorat seguint l'estil llombard. El campanar de torre de tres pisos està adossat a la façana sud. Popularment es coneix com "El Castell" en ser el tret més distintiu de l'antic castell. Ha estat restaurada el 1978.

## Castell d'Oliana
De l'antic castell només es conserven algunes parets i les restes del poble medieval. Es trobava al voltant de l'església romànica de Sant Andreu. Els carreus són força grossos, allargats i de diverses mides. Les muralles del castell coincidien amb els murs exteriors de les cases. El poble medieval està situat sota l'església amb cases de dimensions reduïdes d'una sola habitació amb llar de foc.